# انتخابات الرئاسة القبرصية 2023
أجريت الانتخابات الرئاسية في قبرص في 5 فبراير 2023. ونظرًا لعدم حصول أي مرشح على أغلبية الأصوات في الجوبة الأولى، فقد أجريت جولة إعادة في 12 فبراير. وكان الرئيس الحالي نيكوس أناستاسيادس من التجمع الديمقراطي (DISY)، والذي فاز في الانتخابات الرئاسية في عامي 2013 و2018، غير مؤهل للترشح بسبب تحديد دستور قبرص فترتين فقط للرئيس.
في الجولة الأولى، حصل المرشح المستقل نيكوس كريستودوليدس، بدعم من الحزب الديمقراطي DIKO وحركة الديمقراطيين الاجتماعية EDEK وDIPA وSolidarity، على 32.04٪، ليحتل المرتبة الأولى. تفوق المرشح المستقل أندرياس مافرويانيس، المدعوم من الحزب التقدمي للشعب العامل AKEL اليساري، على استطلاعات الرأي، حيث حصل على نسبة مفاجئة 29.59٪ من الأصوات، ليواجه نيكوس كريستودوليدس في الجولة الثانية، في 12 فبراير. حصل أفيروف نيوفيتو، رئيس التجمع الديمقراطي من يمين الوسط، على 26.11٪ من الأصوات، واحتل المركز الثالث في الجولة الأولى.
وفي الجولة الثانية حصل كريستودوليدس على دعم الرئيس الحالي أناستاسيادس، بينما رفض حزب DISY تأييد أي من المرشحين المتبقين. وكانت النتيجة فوز كريستودوليديس بالجولة الثانية بنسبة 51.92٪ من الأصوات، مقابل مافرويانيس الذي حصل على 48.08٪ من الأصوات. اعترف مافرويانيس بالنتيجة وأرسل رسالة تهنئة إلى كريستودوليديس.

## النظام الانتخابي
يجري انتخاب رئيس قبرص باستخدام نظام الدورتين ؛ فإذا لم يحصل أي مرشح على أكثر من 50٪ من الأصوات في الجولة الأولى، تُجرى جولة ثانية بين المرشحين الأولين.

## المرشحون

### المشهورون
- أندرياس مافرويانيس  [لغات أخرى]‏: السفير والمفاوض السابق لطائفة القبارصة اليونانيين في مفاوضات قبرص، وشغل سابقًا منصب المندوب الدائم لقبرص في الأمم المتحدة، والمندوب الدائم لدى الاتحاد الأوروبي[8] كما كان نائبًا لوزير الشؤون الأوروبية (2012)، وهو مرشح مستقل بدعم من AKEL وGeneration Change[9]
- Averof Neofytou: رئيس DISY،[10][11][12] وبدعم من DISY
- Christos Christou: رئيس ELAM، وبدعم من ELAM[13]
- Nikos Christodoulides: كما وزيرًا للخارجية (2018–2022)، كما كان المتحدث باسم الحكومة (2013–2018)، وهو عضو في DISY[14] لكنه خاض الانتخابات مستقلًا، وبدعم من DIKO،[15][16] و EDEK،[17] و DIPA،[18] وSolidarity[19]
- Andreas Efstratiou: صاحب محل زفاف ومرشح لمنصب الرئيس في انتخابات 2003 و2008 و2013 و2018، وهو مرشح مستقل.[20]

### آخرون
- Achilleas Demetriades: يعمل محاميًا، وقد كان المدعي في القضية التاريخية Loizidou v. Turkey،[21] وقد خاض الانتخابات مستقلًا بدعم من حزب "فاماغوستا لقبرص"[22]
- Alexios Savvides: عالم رياضيات،[23][24] وقد ترشح مستقلًا
- Andronicos Zervides: المؤسس والرئيس التنفيذي لـ GPG Cyprus، مرشحًا مستقلًا.[25][26]
- Celestina de Petro: عضو سابق في ELAM وقد ترشح مستقلًا.[27]
- Charalampos Aristotelous: عضو في EDON، جناح الشباب في AKEL لكنه ترشح مستقلًا.[28][29]
- Constantinos Christofides: الرئيس السابق لجامعة University of Cyprus، عضو اللجنة التوجيهية لـ New Wave، بدعم من New Wave[30]
- George Colocassides: يعمل محاميًا، وكان النائب السابق لرئيس DIKO وقد ترشح مستقلًا.[31][32]
- Ioulia Khovrina Komninou: رئيس الحزب الجمهوري القبرصي المتحد United Cyprus Republican Party، بدعم من الحزب الجمهوري القبرصي المتحد[33]
- Loukas Stavrou: رئيس حزب "إعادة الإعمار القومي المجتمعي" "National Communitarian Reconstruction" بدعم من حزب "إعادة الإعمار القومي المجتمعي"[34]

### منسحبون
- Christodoulos Protopapas: الرئيس التنفيذي لـ Hellas Sat،[35] مستقل.[36]
- Constantinos Panayi: عضو سابق في DIKO، عضو سابق في منظمة بانسبريان لتأهيل المعاقين، مرشح مستقل[37]
- Marios Eliades: وزير Minister of Communications and Works سابقًا (1978–1980)، محام، مرشح مستقل[38][39]
- Andreas Nikolaou: أستاذ الطب الطبيعي، مرشح مستقل
- Louis Koutroukides: ناشط في مجال حقوق الإنسان للعمالة المنزلية في قبرص، مرشح مستقل[40][41]

## الحملة الانتخابية

### أفيروف نيوفيتو
أعلن أفيروف نيوفيتو ترشيحه في 22 ديسمبر 2021، قبل 14 شهرًا من الانتخابات الرئاسية. وبوصفه رئيسًا للتجمع الديمقراطي DISY، فقد أصبح مدعومًا رسميًا من حزبه الذي يمثل يمين الوسط. كان يُنظر إليه على نطاق واسع على أنه خليفة الرئيس المنتهية ولايته نيكوس أناستاسيادس، لأنه رئيس الحزب الحاكم وله دور نشط في الحكومة منذ عام 2013.
اقترح نيوفيتو العديد من السياسات والإصلاحات الجديدة، مثل عضوية قبرص في الناتو، ومراجعة الدستور لزيادة الشفافية وتقليل الفساد، وإصلاح جذري للنظام التعليمي، بما في ذلك تطبيق إلزامي للتعليم طوال اليوم، والتركيز بشكل أساسي على تنمية المهارات بدلاً من تغطية المواد. كما وعد بتخفيض الدين الحكومي إلى 30٪ من الناتج المحلي الإجمالي بحلول عام 2028، ووعد بنسبة 1:1 من النساء والرجال في اختيار الوزراء، وتحويل قبرص إلى مركز إقليمي للتكنولوجيا والتعليم والصحة، وتجهيز جميع المنازل بالطاقة الشمسية لإنتاج 125٪ من الطلب على الطاقة، وبيع الكهرباء الزائدة لتحقيق الربح، وزيادة ميزانية الدفاع إلى 2٪ من الناتج المحلي الإجمالي وجعل قبرص "جزيرة التكنولوجيا في شرق البحر الأبيض المتوسط".
أعلن نيوفيتو عن الإصلاح الضريبي، الذي وصفه بأنه "أهم إصلاح اجتماعي جذري شهدته البلاد على الإطلاق". كانت الفكرة هي أن الضرائب المفروضة على كل أسرة يجب أن تُحسب مع الأخذ في الاعتبار عدد الأطفال وإجمالي دخل الأسرة، بدلاً من الدخل الفردي. وبحسب المرشح، فإن ذلك سيفيد على الفور 126 ألف أسرة لتغطية احتياجاتهم اليومية. قد يؤدي ذلك في بعض الحالات إلى خفض الضرائب السنوية لبعض العائلات بقيمة تصل إلى 30 ألف يورو. تعرضت الخطة لانتقادات شديدة من قبل المرشحين الآخرين ووصفت بأنها مرتجلة. صرح أندرياس مافرويانيس علنًا أن أفيروف "تحول إلى ليز تراس" وأن خطته أفادت الأغنياء بشكل أساسي. نفى نيوفيتو بشدة هذه الاتهامات، من خلال الإصرار على أنه على عكس تراس، فإن إصلاحه الضريبي سيفيد المحتاجين، وليس أصحاب الملايين. لا يتفق نيكوس كريستودوليدس وأندرياس مافروهيانيس مع أفيروف نيوفيتو بشأن طلب عضوية الناتو، لأنهما يعتقدان أن تركيا ستستخدم حق النقض ضد طلب قبرص. أقر نيوفيتو بذلك، لكنه قدم المبادرة كخطوة استراتيجية لإرسال رسالة واضحة إلى المجتمع الدولي مفادها أن قبرص تنتمي إلى الغرب، ولكن أيضًا لتحسين علاقات قبرص مع الولايات المتحدة الأمريكية. حصل أفيروف نيوفيتو على دعم رئيس قبرص نيكوس أناستاسيادس ورئيس مجلس النواب أنيتا ديميتريو.

### أندرياس مافرويانيس
كان أندرياس مافوريانيس مفاوضًا عن الجانب القبرصي اليوناني في المحادثات المتعلقة بمشكلة قبرص، حيث عينه رئيس قبرص نيكوس أناستاسيادس في تلك المهمة في 1 سبتمبر 2013. أعلن مافرويانيس استقالته في 15 أبريل 2022، بسبب عدم إحراز تقدم في المفاوضات بشأن المشكلة القبرصية. وعلى الرغم من كونه متعاونًا وثيقًا مع الرئيس المنتهية ولايته باعتباره المفاوض الرسمي للقبارصة اليونانيين، فقد أصبح مرشحًا مستقلاً للانتخابات الرئاسية، ووعد بتغيير تدريجي لحكم قبرص.
حصل على دعم حزب المعارضة الرئيسي، الجناح اليساري (الحزب التقدمي للشعب العامل AKEL)، حيث قرر الحزب عدم خوض الانتخابات بمرشح حزبي، ولكن دعم سياسي مستقل. أجريت مُفاضلة داخلية في الحزب بين مافرويانيس والمحامي أخيلياس ديميترياديس، رئيس لجنة حقوق الإنسان في نقابة المحامين في قبرص، وحصل مافرويانيس على أغلبية 52 صوتًا (53 ٪)، بينما حصل ديميترياديس على 37 صوتًا (38٪)، وفضَّل 9 أشخاص عدم التصويت لأي منهما (9٪). كما كان مدعومًا من حزب يسار الوسط، جيل التغيير.
ركزت الحملة الرئاسية له على التغيير في الحكم، من أجل دولة خضراء وعادلة، مع تكافؤ الفرص للجميع. تضمن برنامجه إلغاء الازدواج الضريبي على الوقود، وخفض ضريبة القيمة المضافة للكهرباء من 19٪ إلى 9٪، وتنفيذ التعليم الإلزامي طوال اليوم، وتجهيز جميع المنازل بألواح شمسية على أساس دعم متدرج يصل إلى 100٪، وزيادة الضرائب على الأرباح الزائدة لشركات الطاقة وعائد 100٪ من أسعار المستهلك ATA، بناءً على التباين في التضخم وامتداده لجميع العمال، دون استثناء. كما انتقد الحد الأدنى للأجور البالغ 940 يورو شهريًا، والذي نفَّذه نيكوس أناستاسيادس، ووعد بزيادته وإدماج الجميع، بإلغاء جميع الاستثناءات، مثل استثناء خادمات المنازل. كما انتقد خصم الـ 12٪ المفروض على كل من يقرر التقاعد عن عمر 63 عامًا بدلاً من 65 عامًا، ووعد بإلغائه، والسماح للجميع باختيار التقاعد في وقت مبكر، دون خصم.

### نيكوس كريستودوليدس
نيكوس كريستودوليدس هو دبلوماسي وأكاديمي، شغل منصب المتحدث الرسمي باسم الحكومة من 2014 إلى 2018، وكان وزيرًا للخارجية من 2018 إلى 2022. على الرغم من كونه عضوًا في التجمع الديمقراطي DISY وأحد أقرب المتعاونين مع الرئيس المنتهية ولايته نيكوس أناستاسيادس، فقد دخل الانتخابات الرئاسية مستقلًا، دون دعم من حزبه. وفق استطلاعات الرأي فقد كان كريستودوليدس المرشح الأوفر حظًا للفوز في الانتخابات، حيث كان ذكر حوالي 50٪ من عينة الاستطلاع في مايو من عام 2022 أنهم على استعداد للتصويت له، وبتقدم مذهل بمقدار 30 نقطة من أي مرشح آخر في الجولة الأولى. على الرغم من أن شعبيته انخفضت بشكل ملحوظ مع مرور الوقت، إلا أنه حافظ في استطلاعات الرأي الأخيرة على تقدمه بست نقاط. حصل المرشح المستقل على دعم من أحزاب الوسط مثل الحزب الديمقراطي DIKO وDIPA وحركة يسار الوسط حركة الديمقراطيين الاجتماعيين EDEK وحركة التضامن اليمينية. وأثناء حملته الانتخابية، كان مترددًا في انتقاد حكومة نيكوس أناستاسيادس التي استمرت 10 سنوات وكان يقول مرارًا وتكرارًا أن خطته كانت للحفاظ على السياسات الناجحة وإلغاء أو تحسين السياسات التي لم تحقق النتيجة المرجوة. وصف نفسه بأنه من مؤيدي الليبرالية الاجتماعية، وأن هدفه هو تشكيل حكومة وحدة وطنية مع وزراء من جميع الأحزاب السياسية وبدون معارضة سياسية.
كان أفيروف نيوفيتو واضحًا في أن التجمع الديمقراطي ديسي لن يشارك في أي شكل من أشكال الحكومة مع كريستودوليدس، لأنه إذا خسروا الانتخابات، فسيكون الإجراء المسؤول الوحيد هو احترام إرادة الناس والدخول في معارضة سياسية مسؤولة. كما كرر إنكاره أن كريستودوليدس مرشحًا مستقلًا، وكان ينتقده باستمرار لكونه يعتمد على الأحزاب ذات الأيديولوجيات المتعارضة تمامًا في القضايا الحيوية مثل الاقتصاد ومشكلة قبرص. لم يقبل كريستودوليدس الاتهامات، قائلاً إن ترشيحه مستقل تمامًا، وقد أثبت استقلاليته من خلال الإصرار على أنه لم يعرض أو يعد بأي شيء لأي حزب سياسي من أجل كسب دعمهم. هذا ما أكده رئيس الحزب الديمقراطي DIKO، نيكولاس بابادوبولوس.
شملت أهداف كريستودوليديس ربط النظام التعليمي بالاقتصاد، وإنشاء نواب لوزارات الهجرة والرياضة، وتقديم المساعدة المالية للفئات الضعيفة من خلال تعديلات ATA وتثبيت برامج محو الأمية المالية. كما تصور تحسين الاقتصاد الأخضر والرقمي، وتحقيق الإصلاح الضريبي وإصلاح المعاشات التقاعدية، ورفع مستوى شبكة الكهرباء EAC لزيادة استخدام مصادر الطاقة المتجددة والربط الكهربائي لقبرص مع اليونان وإسرائيل ومصر. علاوة على ذلك، اقترح أن تغطي الحكومة 100٪ من تكاليف تركيب الألواح الشمسية للأسر الضعيفة، و50٪ لغيرها من الأسر. كما اعتاد على التأكيد على خطته لتعزيز العلاقة بين قبرص والاتحاد الأوروبي، لأنه وفقًا للمرشح، فإن الاتحاد الأوروبي هو الوحيد الذي يمكنه مساعدة قبرص في حل مشكلة قبرص.
ويؤيد المرشحون الثلاثة خطة إنشاء دولة اتحادية ثنائية المناطق وثنائية الطوائف لحل المشكلة القبرصية. كما يتفقوا مع العقوبات المفروضة على روسيا بعد الغزو الأوكراني وهم من المؤيدين الأقوياء للاتحاد الأوروبي والتكامل الأوروبي.

## النتائج

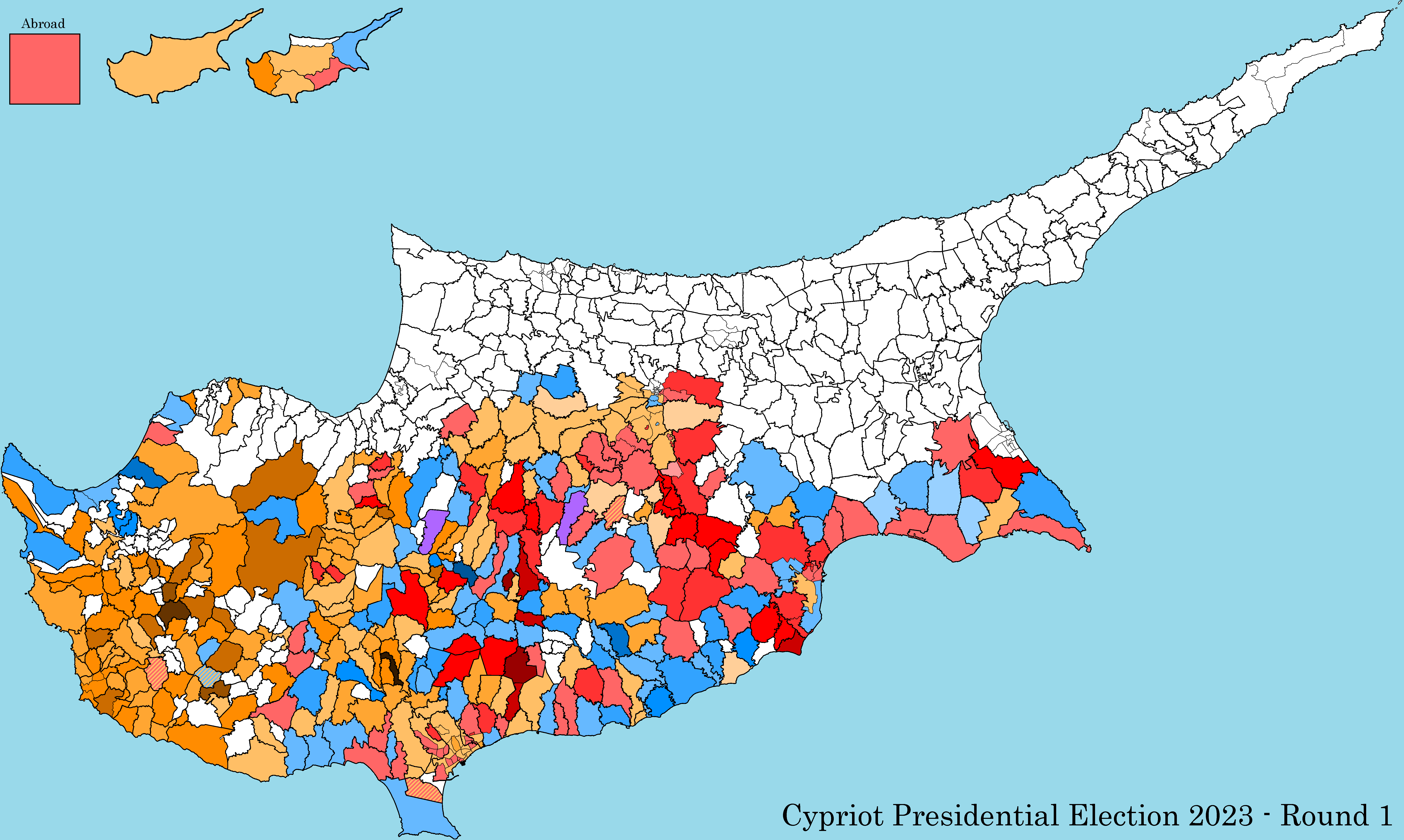
خريطة لنتائج الجولة الأولى.

في الجولة الأولى، حصل المرشح المستقل نيكوس كريستودوليدس، بدعم من الحزب الديمقراطي DIKO وحركة الديمقراطيين الاجتماعيين EDEK وDIPA وSolidarity، على 32.04٪، ليحتل المرتبة الأولى. وحل في المركز الثاني المرشح المستقل أندرياس مافرويانيس، المدعوم من الحزب التقدمي للشعب العامل AKEL اليساري، ليتفوق على استطلاعات الرأي، حيث حصل على نسبة مفاجئة 29.59٪ من الأصوات، وبالتالي أُقيمت الجولة الثانية بينهما يوم 12 فبراير. بينما حصل أفيروف نيوفيتو، رئيس التجمع الديمقراطي من يمين الوسط، على 26.11٪ من الأصوات، واحتل المركز الثالث في الجولة الأولى.
بعد ذلك، حصل كريستودوليدس على دعم من الرئيس المنتهية ولايته أناستاسيادس، بينما رفض حزب ISYت أيد أي من المرشحين المتبقين. في الجولة الثانية فاز كريستودوليديس بالجولة الثانية بنسبة 51.92٪ من الأصوات، مقابل مافرويانيس الذي حصل على 48.08٪ من الأصوات، ليصبح كريستودوليديس رئيسًا لقبرص.
| المرشح                          | المرشح                          | الحزب                                 | الجولة الأولى | الجولة الأولى | الجولة الثانية | الجولة الثانية |
| المرشح                          | المرشح                          | الحزب                                 | الأصوات       | %             | الأصوات        | %              |
| ------------------------------- | ------------------------------- | ------------------------------------- | ------------- | ------------- | -------------- | -------------- |
|                                 | نيكوس كريستودوليدس              | مستقل                                 | 127٬309       | 32.04         | 204٬680        | 51.92          |
|                                 | أندرياس مافرويانيس ‏             | مستقل                                 | 117٬551       | 29.59         | 189٬522        | 48.08          |
|                                 | أفيروف نيوفيتو                  | التجمع الديمقراطي (قبرص)              | 103٬748       | 26.11         |                |                |
|                                 | Christos Christou ‏              | National Popular Front ‏               | 23٬988        | 6.04          |                |                |
|                                 | Achilleas Demetriades           | مستقل                                 | 8٬137         | 2.05          |                |                |
|                                 | Constantinos Christofides       | New Wave – The Other Cyprus           | 6٬326         | 1.59          |                |                |
|                                 | Georgios Colocassides           | مستقل                                 | 5٬287         | 1.33          |                |                |
|                                 | Alexios Savvides                | مستقل                                 | 2٬395         | 0.60          |                |                |
|                                 | Charalampos Aristotelous        | مستقل                                 | 866           | 0.22          |                |                |
|                                 | Celestina de Petro              | مستقل                                 | 575           | 0.14          |                |                |
|                                 | Andronicos Zervides             | مستقل                                 | 341           | 0.09          |                |                |
|                                 | Ioulia Khovrina Komninou        | United Cyprus Republican Party        | 330           | 0.08          |                |                |
|                                 | Andreas Efstratiou              | مستقل                                 | 299           | 0.08          |                |                |
|                                 | Loukas Stavrou                  | National Communitarian Reconstruction | 165           | 0.04          |                |                |
| المجموع                         | المجموع                         | المجموع                               | 397٬317       | 100.00        | 394٬202        | 100.00         |
|                                 |                                 |                                       |               |               |                |                |
| الأصوات الصحيحة                 | الأصوات الصحيحة                 | الأصوات الصحيحة                       | 397٬317       | 98.27         | 394٬202        | 96.95          |
| الأصوات الباطلة                 | الأصوات الباطلة                 | الأصوات الباطلة                       | 5٬333         | 1.32          | 8٬427          | 2.07           |
| الأصوات الفارغة                 | الأصوات الفارغة                 | الأصوات الفارغة                       | 1٬671         | 0.41          | 3٬987          | 0.98           |
| مجموع الأصوات                   | مجموع الأصوات                   | مجموع الأصوات                         | 404٬321       | 100.00        | 406٬616        | 100.00         |
| الناخبين المسجلين ومعدل الإقبال | الناخبين المسجلين ومعدل الإقبال | الناخبين المسجلين ومعدل الإقبال       | 561٬273       | 72.04         | 561٬273        | 72.45          |
| المصدر: الجولة الأولى، الثانية  |                                 |                                       |               |               |                |                |

## الملاحظات
1. ↑  Supported by الحزب الديمقراطي (قبرص)، حركة الديمقراطيين الاجتماعية، DIPA and Solidarity
2. ↑  Supported by الحزب التقدمي للشعب العامل and Generation Change
3. ↑  Supported by Famagusta for Cyprus